# Sub-Zero (Mortal Kombat)
Sub-Zero là một nhân vật hư cấu trong loạt game Mortal Kombat. Đây là một trong 7 nhân vật gốc từ phần game đầu tiên năm 1992. Sub-Zero là một trong số 3 nhân vật xuất hiện trong tất cả các phần của game Mortal Kombat cũng như các tác phẩm phim ảnh liên quan khác.
Sub-Zero là một chiến binh với khả năng điều khiển băng đá bẩm sinh, địch thủ lâu năm của anh là ninja Scorpion. Phần 2 của game, Mortal Kombat II, tiết lộ Sub-Zero đã bị Scorpion giết chết trong phần 1 và một người em của Sub đã thay thế vị trí này. Từ các phần sau, người em trai này được gọi là Sub-Zero, còn người anh được gọi là Noob Saibot.